# Mizuki Uchida
Mizuki Uchida (japanisch 内田 瑞己 Uchida Mizuki; * 11. September 1999 in der Präfektur Kanagawa) ist ein japanischer Fußballspieler.

## Karriere
Mizuki Uchida erlernte das Fußballspielen in der Universitätsmannschaft der Kokushikan-Universität. Seinen ersten Vertrag unterschrieb er am 1. Februar 2022 bei Kamatamare Sanuki. Der Verein aus Takamatsu, einer Stadt in der Präfektur Kagawa, spielte in der dritten japanischen Liga. Sein Drittligadebüt gab Mizuki Uchida am 13. März 2022 (1. Spieltag) im Heimspiel gegen den Matsumoto Yamaga FC. Hier stand er in der Startelf und spielte die kompletten 90 Minuten. Yamaga gewann das Spiel 2:1. In seiner ersten Profisaison bestritt er 25 Drittligaspiele. Zu Beginn der Saison 2023 wechselte er zum Zweitligisten FC Machida Zelvia. Am Ende der Saison 2023 feierte er mit Machida die Zweitligameisterschaft sowie den Aufstieg in die erste Liga.

## Erfolge
FC Machida Zelvia
- Japanischer Zweitligameister: 2023  ▲